# Hemerophis socotrae
Hemerophis socotrae es una especie de serpientes de la familia Colubridae.

## Distribución geográfica yhábitat
Es endémica de las islas Darsah, Samhah y Socotra (Yemen). Su rango altitudinal oscila entre 0 y 900 m s. n. m..